# Facultad de Negocios Terry
La Facultad de Negocios Terry o Facultad de Negocios C. Herman and Mary Virginia Terry (C. Herman and Mary Virginia Terry College of Business, conocida como C. Herman and Mary Virginia Terry College of Business en idioma inglés) es la facultad de negocios de la Universidad de Georgia en Athens, Georgia, Estados Unidos. La Facultad de Negocios Terry es consistentemente catalogado como una de las 20 mejores facultades de negocios del mundo por varias publicaciones académicas Norteamericanas y Europeas.
Los programas de Master M.B.A. en la Facultad de Negocios Terry son a menudo nombrados como de los mejores programas para posgrados en negocios en los Estados Unidos. La escuela de negocios Terry cuenta con su sede central en la Universidad de Georgia, en Athens-Clarke County, Georgia, Estados Unidos, con una subsede en el área financiera de Atlanta Buckhead, Georgia. La Facultad de Negocios Terry ofrece programas de M.B.A. de tiempo completo, medio tiempo, y programas ejecutivos llamados e. M.B.A. El programa de tiempo completo ofrece un calendario académico de dos años y otro de 11 meses para aprendizaje intensivo. El Terry College tiene tres áreas clave de énfasis académico: Liderazgo, Gerencia de Riesgo Empresarial, y Estrategias para Tecnologías Emergentes.

## Historia
Fue originalmente creada como una escuela de comercio en 1912. En 1991 fue renombrada como C. Herman and Mary Virginia Terry College of Business para enaltecer la contribución de la familia Terry a la Universidad de Georgia.

## Departamentos
- J.M. Tull School of Accounting
- Banking and Finance
- Economics
- Insurance, Legal Studies, & Real Estate
- Management
- Management Information Systems
- Marketing

## Centros e institutos
- Center for Strategic Risk Management
- Center for Information Systems Leadership (CISL)
- The Institute for Leadership Advancement (ILA)
- Non-Profit Management and Community Service Program
- The Ramsey Center for Private Enterprise
- The James C. Bonbright Utilities Center
- The Coca-Cola Center for International Business
- The Coca-Cola Center for Marketing Studies
- The Jr. Center for Economic Growth]

## Programas de grado ofrecidos
- Bachelor of Arts (A.B.)
- Bachelor of Business Administration (B.B.A.)
- Executive Master of Business Administration (e.M.B.A.)
- Master of Accountancy (MAcc)
- Master of Business Administration (M.B.A.)
- Master of Internet Technology (M.I.T.)
- Master of Marketing Research (M.M.R.)
- Doctor of Philosophy (Ph.D.)
- Bachelor of Risk Management and Insurance (RMIN)